# Fryderyk Buchholtz
Fryderyk Buchholtz (16 mai 1792 Olsztynek (Hohenstein, Prusse) - 15 mai 1837 Varsovie) était un facteur de pianos et d'orgues.

## Biographie
Après avoir étudié la facture de piano à Vienne, il déménage à Varsovie et fonde en 1815 une fabrique de pianos, au numéro 1352 de la rue Mazowiecka. F. Chopin, qui a acheté le piano de Buchholtz, était un invité fréquent de son salon d'art et du magasin de la fabrique. Il est dit que chaque fois que plus de deux invités venaient écouter Chopin jouer, le groupe des auditeurs était installé dans l'atelier de Buchholtz. Après la mort de Buchholtz en 1837, la fabrique fut dirigée par sa femme et, de 1841 à 1846, par son fils Julian. 
Seuls quelques instruments de Buchholtz ont survécu jusqu'à aujourd'hui. En 2017, le Fryderyk Chopin Institute a commandé une copie d'un piano à queue Buchholtz à Paul McNulty. Il a été utilisé en septembre 2018 lors du premier Concours international Chopin sur instruments d'époque.

## Enregistrements
- Krzysztof Książek. Fryderyk Chopin, Karol Kurpiński. Piano Concerto No.2 f-moll (solo version), Mazurkas, Ballade; Fugue & Coda B-dur. Pianoforte Buchholtz (Paul McNulty).
- Tomasz Ritter. Fryderyk Chopin. Sonata in B Minor, Ballade in F minor, Polonaises, Mazurkas. Karol Kurpinski. Polonaise in D minor. Pianoforte Pleyel de 1842 , Erard de 1837, Buchholtz ca 1825-1826 (Paul McNulty).
- Alexei Lubimov and his colleagues. Ludwig van Beethoven. Complete piano sonatas. Stein, Walter, Graf, Buchholtz (Paul McNulty).